# Симон Перейнс
Симон Перейнс (ісп. Simon Pereyns;  бл. 1530, Антверпен  — 1590,  Мексика тоді Нова Іспанія) — мексиканський художник 2-ї половини XVI століття, фламандець за походженням.

## Біографія

Симон Перейнс, «Воскресіння Христа», після 1570 р. Церква Сан Мігель, місто Пуебла, Мексика.

Пунктирний життєпис художника відновлений за небагатьма документами. 
Народився в місті Антверпен. Точний місяць і рік народження невідомі, приблизно народився в 1530 році.  Художню освіту отримав в Антверпені, засвоївши компромісну художню манеру фламандських реалістів і маньєристів. Сам став представником інтернаціонального мистецтва маньєризму північного зразка. Недовго працював на батьківщині, котру називали тоді Іспанськими Нідерландами. Працював переважно в Португалії з 1558 року і в Іспанії, в місті Толедо. Був в колі надвірних художників короля Іспанії Філіпа ІІ, як Антоніс Мор та Альфонсо Санчес Коельо. 
Авантюрно налаштований художник наважився перебратися на Американський континент в Мехіко, куди прибув в супроводі віце-короля дона Гастона де Перальта. Працював там з 1566 року. Портрети і релігійні композиції митця мали там успіх. Через шість місяців віце-король дон Гастон де Перальта покинув Мексику і художник залишився без впливового покровителя. 
Але на художника вже чатувала місцева інквізиція. Його звинуватили у зв'язках з одруженими пані і пригадали, що його батько був протестантом. На допитах він мав нещастя зізнатися, що хотів би створювати портрети, а не релігійні картини. Художника запроторили в тюрму, де той створив образ «Богородиці Прощі», аби вимолити власним каяттям у католицької церкви волю. Витримав всі допити і був засуджений інквізицією 4 грудня 1568 року. Відтепер працював по замовам католицької церкви, розробляв релігійні композиції. Відомо, що працював для францисканців в містах Туле, Тереаса, Ієхотцинго та для августинців в Маліналько, Окуіла та Мікскіку. В архівах збережені ще три доноси на художника, поведінка якого розцінювалась іспанцями як надто легка і розбещена. Але художника, не чіпали, бо він вже працював на церкву. Симон Перейнс одружився із Францискою Медіною. Нічого не відомо про останні роки життя митця та місто, де він помер.

## Художня манера
Мав потяг до монументальних творів. В деяких композиціях художника відчутні впливи венеційської школи живопису, особливо численних митців майстерні Паоло Веронезе. Монументальні фігури і відсутність дріб'язок-подробиць вигідно виділяли картини художника на тлі вторинності тогочасного іспанського мистецтва. Але Симон Перейнс так і не подолав повністю скутість своїх фламандських попередників. Помер в Мексиці, але невідомі ні місто смерті, ні її причини. Належав до забутих майстрів. 
Більшість творів художника або знищена, або не збережена. Художня манера митця мала вплив на мексиканських художників, серед яких — Хуан Арруе, Франсіско де Моралес, Франсіско де Сумайя.

## Галерея

Симон Перейнс «Мадонна з немовлям і святими», 1586 р.
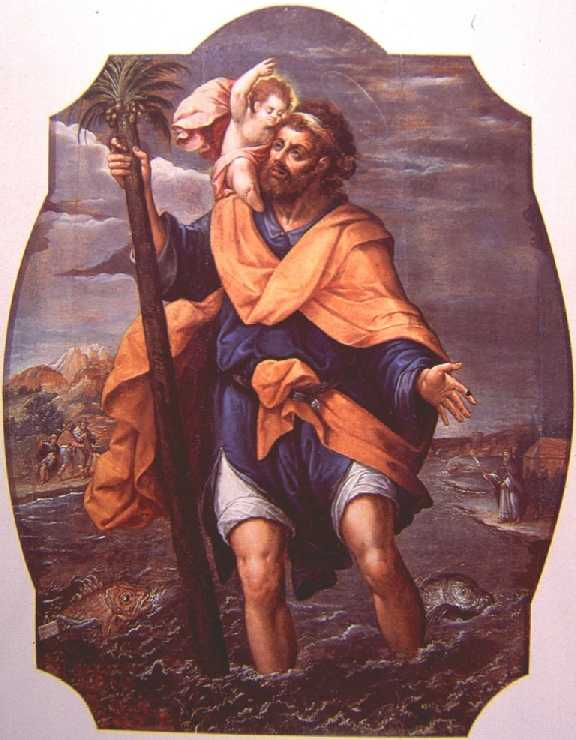
«Св. Христофор», 1588 р.